# 瓦斯 (萨尔特省)
瓦斯（法語：Vaas，法語發音：[vas]）是法国萨尔特省的一个市镇，属于拉弗莱什区。

## 地理
瓦斯（47°40'9"N, 0°18'44"E）面积30.14 平方千米，位于法国卢瓦尔河地区大区萨尔特省，该省份为法国西北部内陆省份，北起顺时针与奥恩省、厄尔-卢瓦省、卢瓦-谢尔省、安德尔-卢瓦尔省、曼恩-卢瓦尔省和马耶讷省接壤，是法国大西部的入口，连接卢瓦尔河谷、布列塔尼和巴黎盆地。
与瓦斯接壤的市镇（或旧市镇、城区）包括：韦尔内伊勒谢蒂夫、欧比涅拉康、卢瓦河畔拉布吕埃尔、拉韦尔纳、圣日耳曼达尔塞、卢瓦河畔蒙瓦勒。

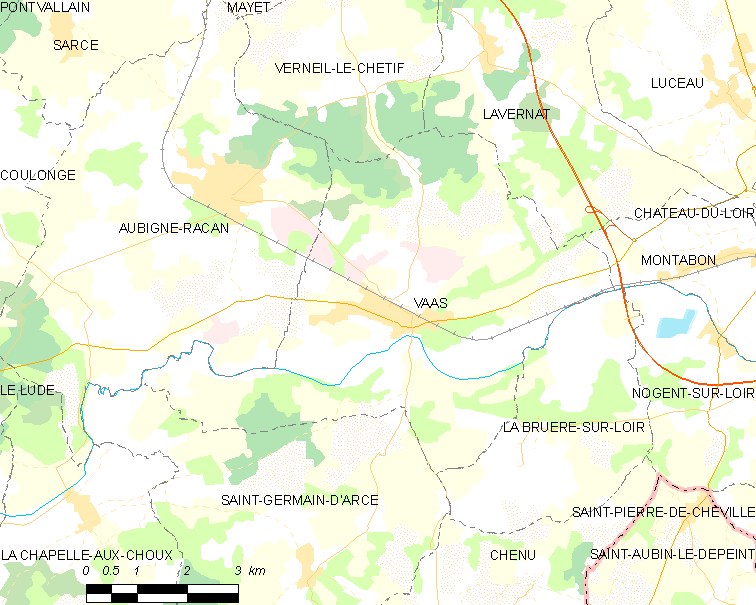
的OSM定位图

瓦斯的时区为UTC+01:00、UTC+02:00（夏令时）。

## 行政
瓦斯的邮政编码为72500，INSEE市镇编码为72364。

## 政治
瓦斯所属的省级选区为勒吕德县。

## 人口

1962-2008年间人口变化图示

瓦斯于2022年1月1日时的人口数量为1383人。